# Juan José Bonel y Orbe
Pour les articles homonymes, voir Bonel.
Juan José Bonel y Orbe (né le 17 mars 1782 à  Pinos del Valle en Grenade, et mort le 11 février 1857 à Madrid) est un cardinal espagnol du XIXe siècle. 

## Biographie
Juan José Bonel y Orbe est curé à Grenade et chanoine au chapitre de  Malaga. Il est présenté pour le diocèse d'Ibiza par le roi en 1830, mais le pape ne le préconise pas. Bonel est élu évêque de Malaga en 1831, transféré au diocèse de Cordoue en 1833 et promu archevêque de Grenade en 1838. Il est nommé Patriarche des Indes occidentales espagnoles en 1839 par le gouvernement espagnol, mais le titre n'est pas approuvé par le pape. Il est promu à l’archidiocèse de Tolède en 1847.
Le pape Pie IX le crée cardinal lors du consistoire du 30 septembre 1850.

## Sources
- Fiche sur le site fiu.edu